# Hôpital Saint-Jean d'Angers
Pour les articles homonymes, voir Hôpital Saint-Jean.
L'hôpital Saint-Jean est un ensemble architectural médiéval situé à Angers, en Maine-et-Loire. Créé vers 1175 avec l'appui d'Henri II Plantagenêt, il assure une fonction hospitalière jusqu'au XIXe siècle en abritant l'Hôtel-Dieu d'Angers, l'un des plus anciens hôpitaux de France encore existant.
Désaffecté en 1865, l'édifice est dès 1874 transformé en musée archéologique avant d'accueillir depuis 1968 la tapisserie du Chant du monde de Jean Lurçat et, depuis 1986, le musée de la tapisserie contemporaine.
Témoignage de l’architecture hospitalière du Moyen Âge français des XIIe et XIIIe siècles, il fait l’objet d’un classement au titre des monuments historiques par la liste de 1840.

## Historique

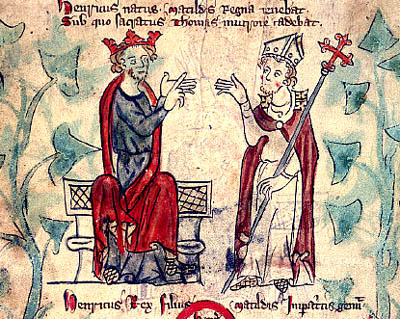
Henri II et Thomas Becket

En 1175, Étienne de Marsay, sénéchal d'Anjou, fonde à Angers au bord de la Maine un hôtel-Dieu : l'hôpital Saint-Jean. Il répond ainsi à la demande d'Henri II Plantagenêt, roi d'Angleterre et comte d'Anjou, désireux d'expier l'assassinat de Thomas Becket.
L'hôpital est de fondation laïque mais dirigé par des ecclésiastiques. il est fondé sur des terrains donnés par l'abbaye du Ronceray. En 1183, l'abbesse de Ronceray concède au sénéchal le droit de nommer quatre prêtes ou chapelains pour l'administration spirituelle de l’elemosinaria ou aumônerie. Sa fondation ne peut être antérieure à 1174, date d'entrée en fonction du sénéchal de Marsay, c'est donc entre 1174 et 1188 que date la fondation de l'hôpital mais dans la bulle du pape Alexandre III datée de 1181, il est déjà fait allusion à la salle des malades. 
Entre 1188 et 1208 l'histoire de l'hôpital est mal connue. Entre ces dates se place l'essai de mainmise des Hospitaliers de l'ordre de Saint-Jean de Jérusalem (qui possède une commanderie à Angers) avec l'aide de Richard Cœur de Lion, l'adoption de la règle de l'Ordre et l'élection d'un prieur entre 1198 et 1207. Il y aurait eu une tentative de reprise par l'abbaye de Ronceray en 1200 ainsi que deux arbitrages pontificaux en 1205 et 1208 qui ne seront approuvés par une compositio qu'en 1232, date à laquelle des achats de terrains vont constituer le domaine foncier . Vers 1203-1205, l'hôpital est composé de trente religieux, religieuses et frères laïcs qui mettent en place des statuts reconnus en 1267 par le pape Clément IV. Les statuts du XIIIe siècle, conservés sur parchemin, stipulent « qu’ici sont admis les pauvres, à l’exclusion des incurables, des contagieux, des dangereux déjà condamnés, des simulateurs, comme les faux estropiés ou les tout jeunes enfants. » À l'arrivée du malade, celui-ci frappe au portail de la rue Gay-Lussac, traverse le cloître puis se dirige vers la chapelle, pour se confesser ou recevoir les derniers sacrements. L'hôpital servait aussi de maternité. 
Mais au XVIIe siècle, la situation se dégrade et les bourgeois d'Angers décident d'en prendre la charge. Le 1er février 1640 des Filles de la charité de saint Vincent de Paul, emmenées par Louise de Marillac, assurent le soin aux malades. Une apothicairerie, en partie conservée aujourd'hui, y est installée. En 1645, le personnel comptait dix religieux, huit filles de la charité, un médecin, un apothicaire, un chirurgien, quarante-six serviteurs et vingt lavandières.
Du XVIIe au XIXe siècle, il peut accueillir jusqu'à 500 malades. Il abrite une école de charité créé par l'architecte Louis François vers 1824. Mais avec la construction de l'hôpital Sainte-Marguerite, il perd sa fonction hospitalière. 
Désaffecté et vendu à la ville d'Angers en 1865, l'hôpital Saint-Jean est pour l'essentiel converti en musée archéologique en 1874, accueillant de nombreux éléments lapidaires ; le puits de l'ancien hôtel de ville de la place Louis-Imbach s'élève dans la cour ainsi que l'avion du pionnier René Gasnier. Des travaux de restauration interviennent jusque dans les années 1920. Dans le même temps, des bâtiments de toutes périodes sont détruits pour faire place à une rénovation du quartier. À nouveau désaffecté, il accueille depuis 1968 la tapisserie du Chant du monde et devient en 1986 le musée Jean-Lurçat et de la Tapisserie contemporaine.

## Description
L'hôpital Saint-Jean est un important témoignage de l’architecture hospitalière du Moyen Âge français des XIIe et XIIIe siècles : la salle des malades, édifice majeur de l’art du gothique angevin, forme avec la chapelle, le cloître et les greniers un remarquable ensemble médiéval civil,. De nombreux bâtiments ont été détruits comme la maison du prieur (XVe siècle) dont il ne reste que l'escalier, la porterie (XVIIIe siècle) et la porte d'entrée (XVIIe siècle), les cuisines et le réfectoire (XVIIe siècle).

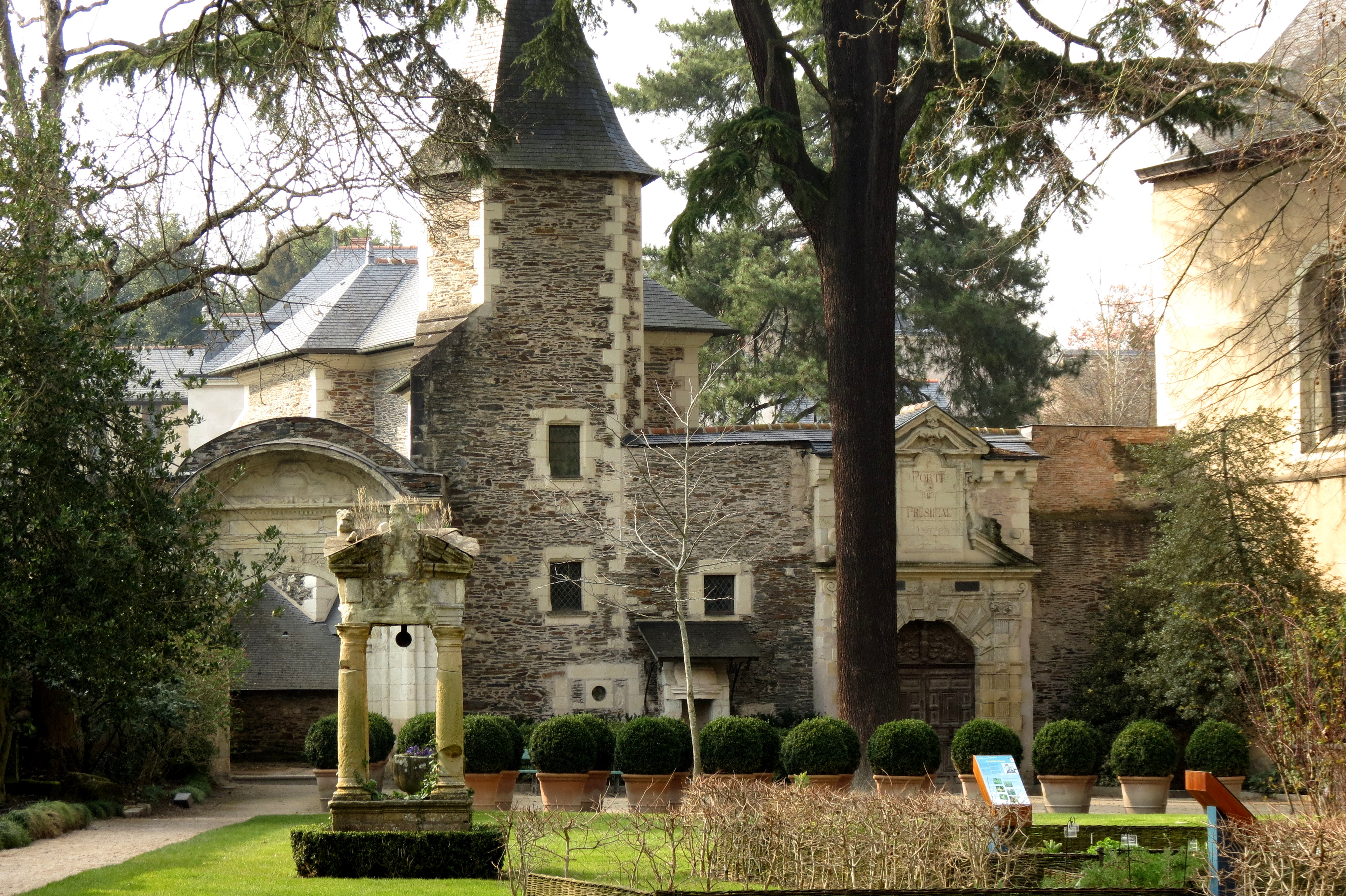
Tour de l'escalier de la maison du prieur, et porte du Présidial.

### Cloîtres

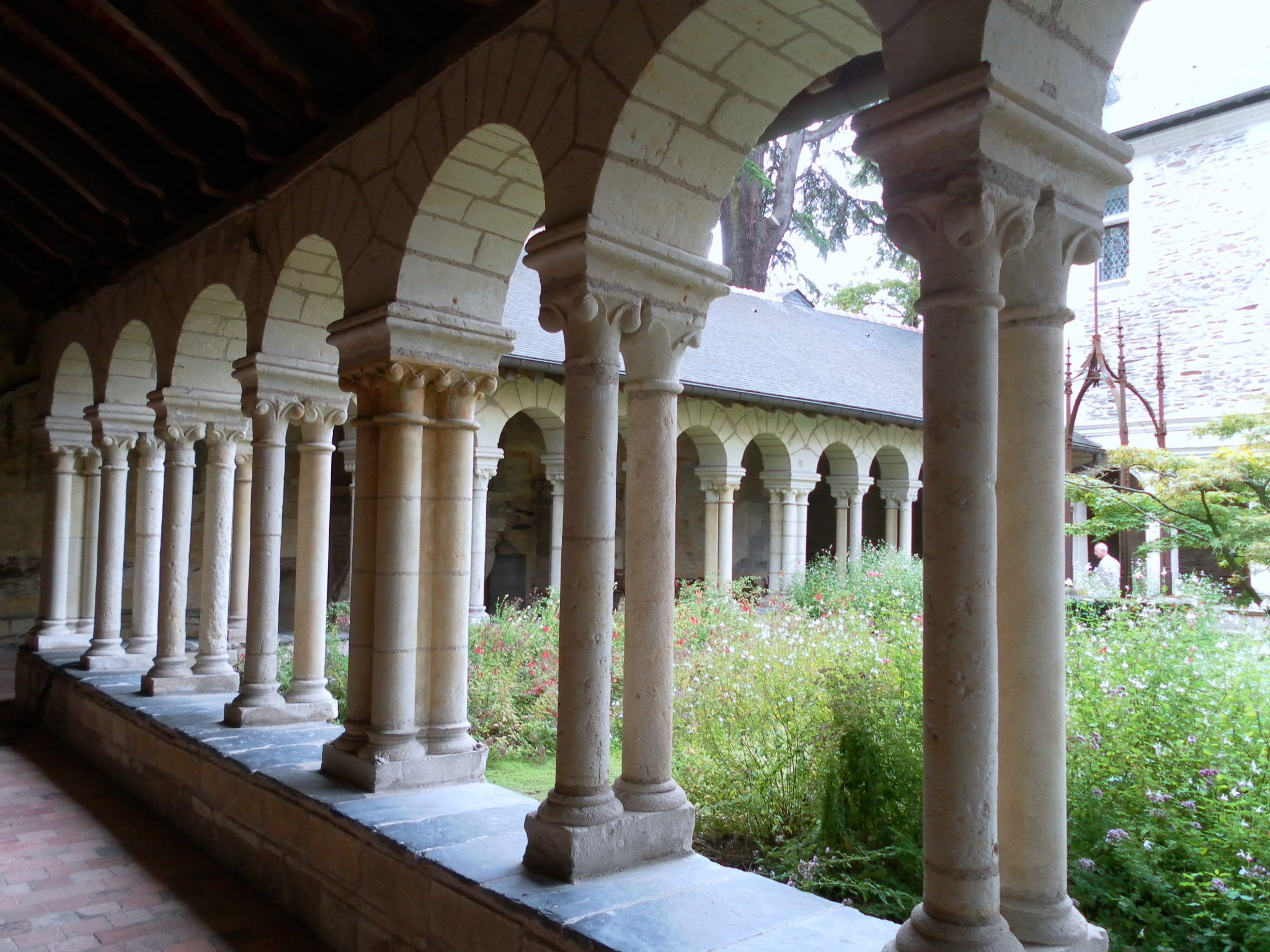
Vue du petit cloître.

À chacune des extrémités de la salle des malades, il y avait un cloître. 
Celui en façade, le grand cloître ou cloître des gardiennes, il ne reste plus qu'une galerie. En 1188, il était encadré par le réfectoire et la cuisine ainsi que par un petit logement, qui ont disparu. Il existait aussi un lavabo de forme hexagonale, dont il reste la base, qui était à l'origine le seul point d'eau.
Le petit cloître faisait la liaison entre la maison du prieur, la chapelle et la salle des malades. Le cloître est composé d'arcades en plein cintre retombant sur des colonnettes géminées et prenant appui sur le mur de la salle des malades. 
Il existe un puits au centre de ce cloître.

### Chapelle dédiée à saint Jean

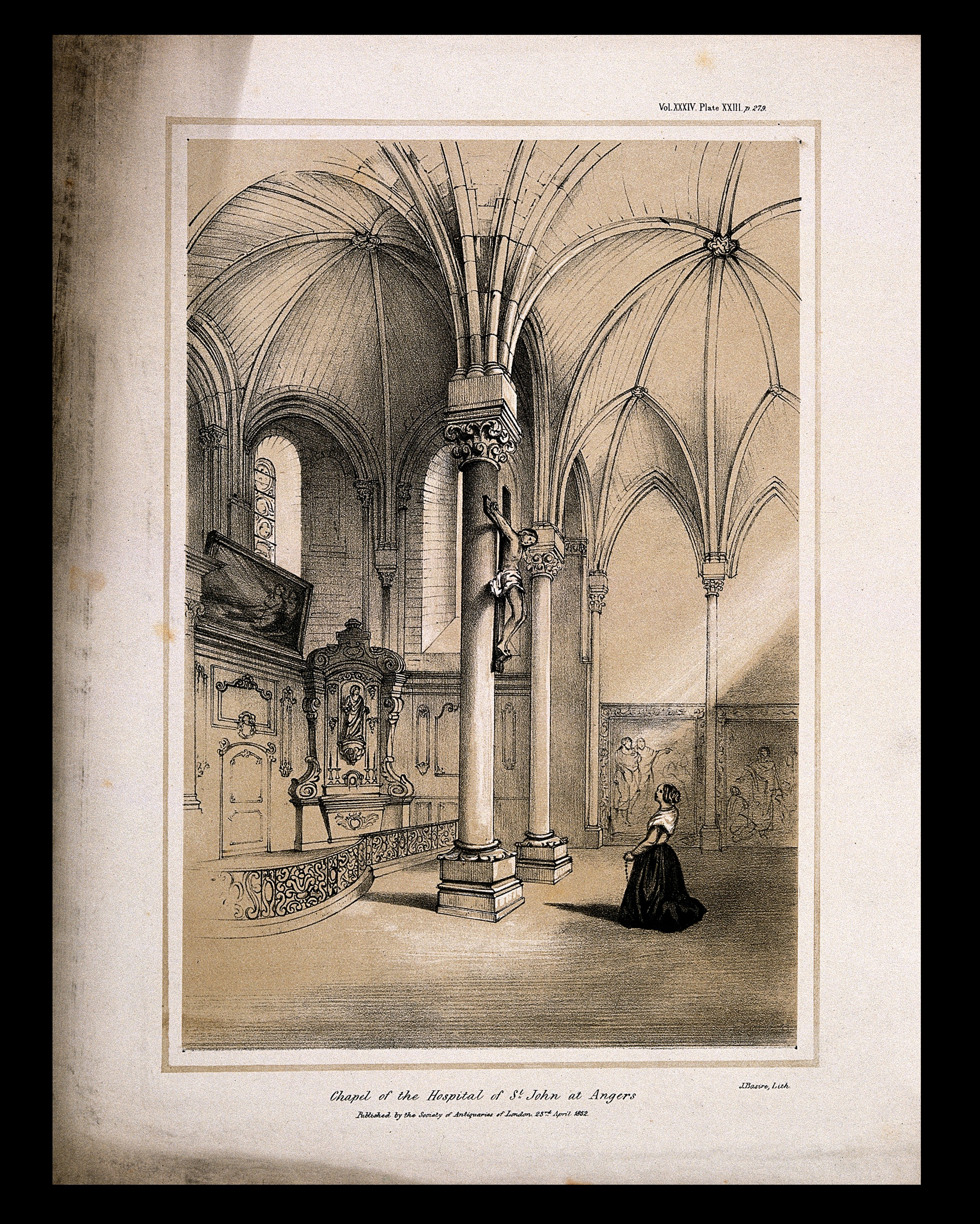
Intérieur de la chapelle

La chapelle attenante au petit cloître et à la salle des malades est toujours en état. Elle date du XIIe siècle. Des détails architecturaux montrent que la chapelle est postérieure à la construction de la salle des malades. Elle est toujours meublée de son mobilier d'origine, mais est fermée au public.

### Salle des malades

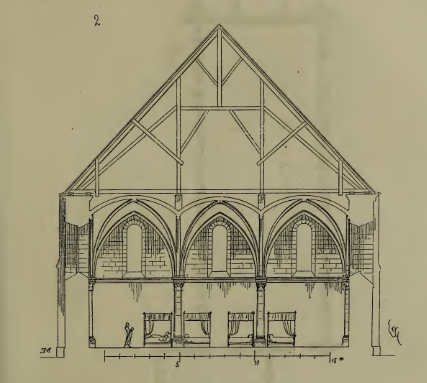
Grande salle des malades

La salle des malades, de 60 m sur 22,50 m est attestée dès 1188 mais son voûtement date du début du XIIIe siècle. 
Des ogives soutiennent des voûtes qui lui donnent un aspect gothique angevin ou gothique plantagenêt.
Elle est composée de trois vaisseaux séparés par deux rangées de colonnes. La salle était cloisonnée d'un mur peu élevé séparant le vaisseau central en deux, un dortoir des hommes de 110 lits séparés par des cloisons de bois et un dortoir de 112 lits pour les femmes, lui aussi séparé par des cloisons de bois.
L'apothicairerie du XVIIe siècle se trouve maintenant dans la salle des malades.

### Greniers

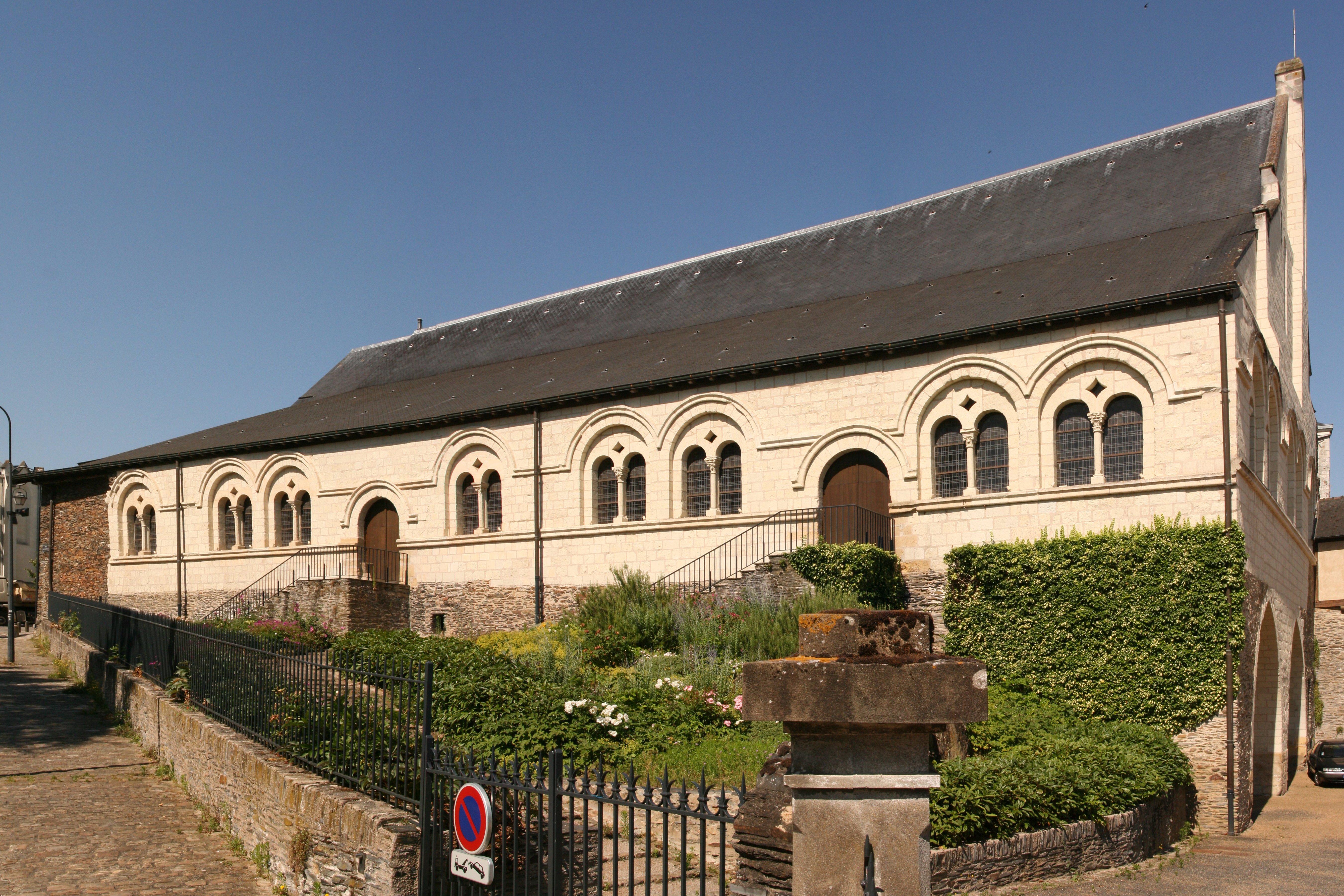
Les greniers Saint-Jean, lieu de stockage de la nourriture à l'époque de l'hôpital, aujourd'hui lieu d'expositions et de spectacles.

Les greniers, surnommés les « greniers Saint-Jean », constituaient la réserve alimentaire de l'ancien hôpital Saint-Jean.
Ils sont construits sur une partie du cimetière Saint-Laurent. Dans la donation, la « roche de l’aumônerie », désigne peut-être l'effleurement de schiste dans lequel sont creusées les caves à la fin du XIIe siècle sous l’administration des Hospitaliers de l'ordre de Saint-Jean de Jérusalem.
Le bâtiment est à deux niveaux, les caves, formées de deux vaisseaux voûtés d’arêtes séparés par d’énormes piliers carrés, sont ouvertes au nord de plain-pied sur l’enclos. À l’étage, les greniers sont divisés en trois parties séparées par des arcs en plein cintre retombant sur des colonnes jumelées qui datent du XIIe siècle. Les façades en schiste ont pour seules ouvertures de longues meurtrières. L’entrée se situait sur la façade orientale en tuffeau percée d’une série de baies jumelées se poursuivant sur le pignon nord. Il y avait un plancher ménageant une aire de stockage supplémentaire. Une galerie conduisait des greniers à une tour-moulin. Le moulin en ruines a été remplacé en 1824 par une école de charité construite par l’architecte Louis François.
Le décor très soigné et les nombreuses baies des greniers surprennent pour un simple bâtiment à provisions.

## Le musée Jean-Lurçat

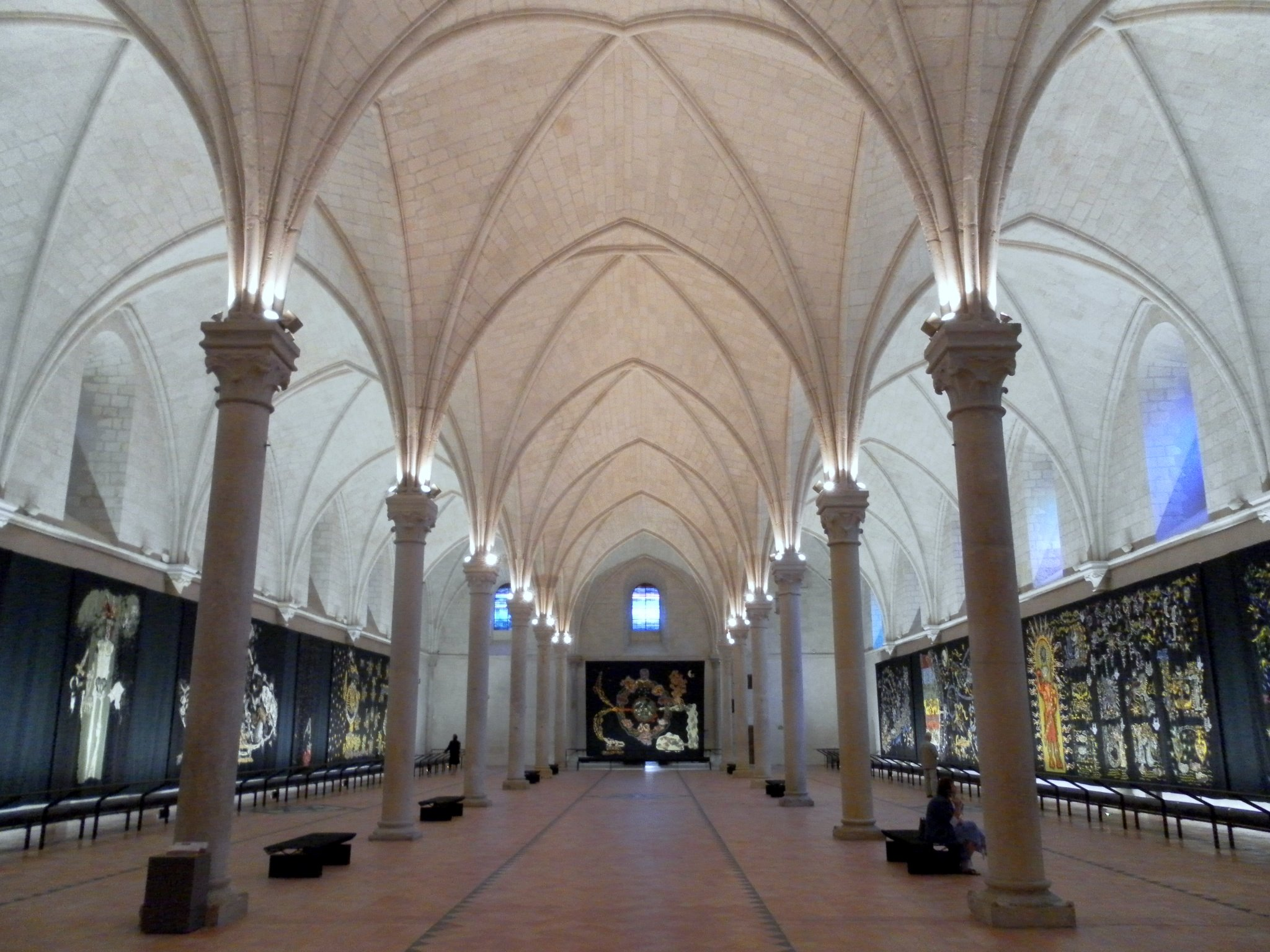
Intérieur de la salle des malades.

En 1966, après la mort de Jean Lurçat, la ville d'Angers acquiert le Chant du monde auprès de sa femme Simone Lurçat pour faire écho au plus grand ensemble de tapisseries médiévales connu, la tapisserie de l'Apocalypse. L'œuvre est installée dans la salle des malades, tandis qu'un musée ouvre dans l'ancien logement des sœurs. L'ensemble deviendra le musée Jean-Lurçat et de la Tapisserie contemporaine.

## Sources
- « Hôtel-Dieu, dit hôpital Saint-Jean l'Evangéliste, actuellement musée Jean Lurçat et de la Tapisserie contemporaine » (consulté le 10 janvier 2024)
- Sylvain Bertoldi, « Le premier hôpital : Archives patrimoniales de la ville d'Angers », sur archives.angers.fr (consulté le 22 juin 2025)
- Frédéric Chobard, « L'hôpital Saint-Jean, Angers » (consulté le 10 janvier 2024)
- Robert Favreau, « L’enquête pontificale de 1373 sur l'ordre de L'Hôpital dans le grand prieuré d'Aquitaine », dans Bibliothèque de l’École des chartes vol.164, no 2, Paris, juillet-décembre 2006 (lire en ligne), p. 447-538
- André Mussat, « L'hôpital Saint-Jean à Angers », dans Congrès archéologique de France. 122e session. Anjou. 1964, Paris, Société française d'archéologie, 1964 (lire en ligne), p. 78-87
- Benoit Robert, « Angers. Cet hôpital qui remonte au Moyen Âge » (consulté le 10 janvier 2024)
- Pascal Thomeret, « L'hôpital Saint-Jean » (consulté le 10 janvier 2024)
- Charles Urseau, « La grande salle de l'hôpital Saint-Jean d'Angers », dans Bulletin Monumental, t. 81, 1922 (lire en ligne), p. 369-379
- Eugène Viollet-le-Duc, Dictionnaire raisonné de l’architecture française du XIe au XVIe siècle, vol. 6, Paris, Édition Bance, 1868 (lire en ligne)